# 迳口镇
迳口镇，是中华人民共和国广东省肇庆市四会市下辖的一个乡镇级行政单位。

## 行政区划
迳口镇下辖以下地区：
迳口社区、迳口村、上观村、凤山村、迎头村、下寮村、新围村、南乡村和北乡村。